# Bartolomé Bermejo

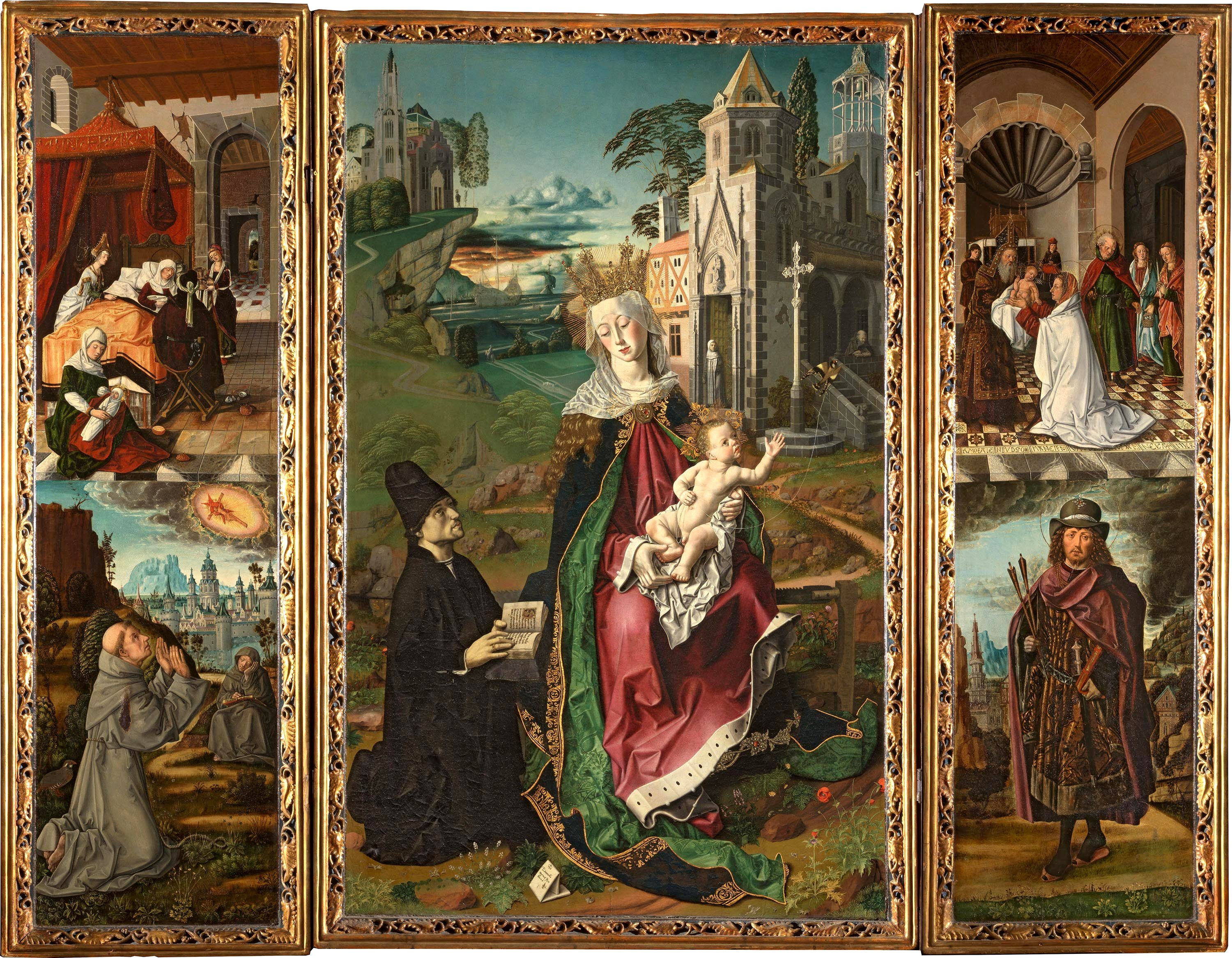
A Virgem de Montserrat, retábulo pintado por Bartolomé Bermejo, em 1485.

Bertolomé Bermejo (Córdova, 1440 — Barcelona, 1498 ou 1500) foi um dos mais importantes artistas góticos espanhóis. 
Embora seja incerto onde Bermejo recebeu as primeiras lições de pintura, é claro que foi profundamente influenciado pela pintura da Flandres do século XV.

## Biografia
Bermejo viajou por toda a Espanha, completando uma variedade de encomendadas para os seus patronos espanhóis e estrangeiros (incluindo o painel da Virgem de Montserrat). É provável que as suas viagens se tenham estendido até ao sul dos Países Baixos, território que equivale hoje à Bélgica, para completar a sua aprendizagem nas técnicas de pintura a óleo. A sua óptima técnica no óleo reforça esta teoria. Porém, esta hipótese é posta em causa por alguns especialistas, que acreditam que tal não seria necessário, uma vez que existia uma forte presença de pintores da Flandres na Espanha.
Historiadores de arte fizeram várias tentativas para criar uma tabela cronológica para os trabalhos atribuídos a Bermejo, baseados na assepção de que os seus primeiros trabalhos mantinham características da pintura aragonesa.
No entanto, a obra de Bermejo é grandemente influenciada pelos trabalhos de pintores como Rogier van der Weyden e Jan van Eyck, consistindo numa extraordinária habilidade de sintetizar as técnicas de pintura e convenções da tradição pictórica flamenca e espanhola, fazendo dele um dos mais celebrados pintores da sua época.
Ignorado pela história de arte durante séculos, o redescobrimento deste pintor remonta ao princípio do século XX. Actualmente, Bermejo é um dos mais reconhecidos pintores espanhóis, tendo algumas obras expostas no Museu do Prado e na Galeria Nacional de Londres, entre outros.

## Algumas obras
- Painél central do Retábulo de São Miguel
- Painél central do Retábulo de São Domigos de Silos
- Retábulo de Santa Engrácia
- Retábulo da Virgem de Montserrat
- A piedade

## Galeria
Pinturas de Bartolomé Bermejo
- São Damião (1468-95) no MNAA, Lisboa
- São Domingo de Silos entronizado como bispo (1474-77) no Museu do Prado, Madrid
- Ressurreição (c. 1475) no MNAC, Barcelona
- Flagelação de S.ta Engrácia (c.1474-77) no Museu de Belas Artes de Bilbau
- Pietà (1490) na Catedral de Barcelona